# Johann Christoph Glaubitz
Johann Christoph Glaubitz, né en 1700 à Schweidnitz en Silésie (aujourd'hui Swidnica en Pologne) et mort le 30 mars 1767 à Vilnius, est un architecte germano-balte qui fut un architecte majeur du baroque lituanien, en particulier dans la capitale du grand-duché, où il passa presque toute sa vie.

## Biographie

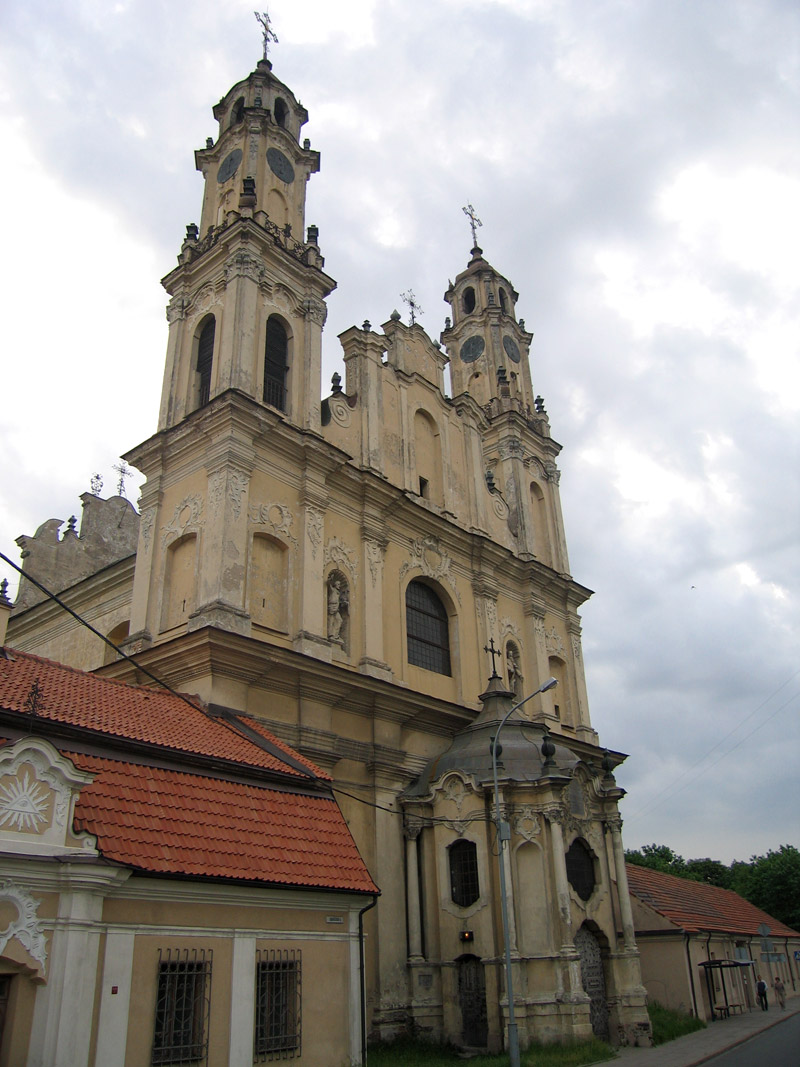
Façade de l'église de l'Ascension de Vilnius

Né en Silésie allemande, il fait son apprentissage en Allemagne du sud, où le style baroque est florissant. Il est appelé à Vilnius pour reconstruire la vieille ville, après les incendies désastreux de 1737, 1748 et 1749. Il habite avec sa famille (jusqu'en 1749) une maison rue Saint-Nicolas qu'il bâtit lui-même, puis s'installe dans une grande maison louée à la communauté luthérienne.

## Œuvres

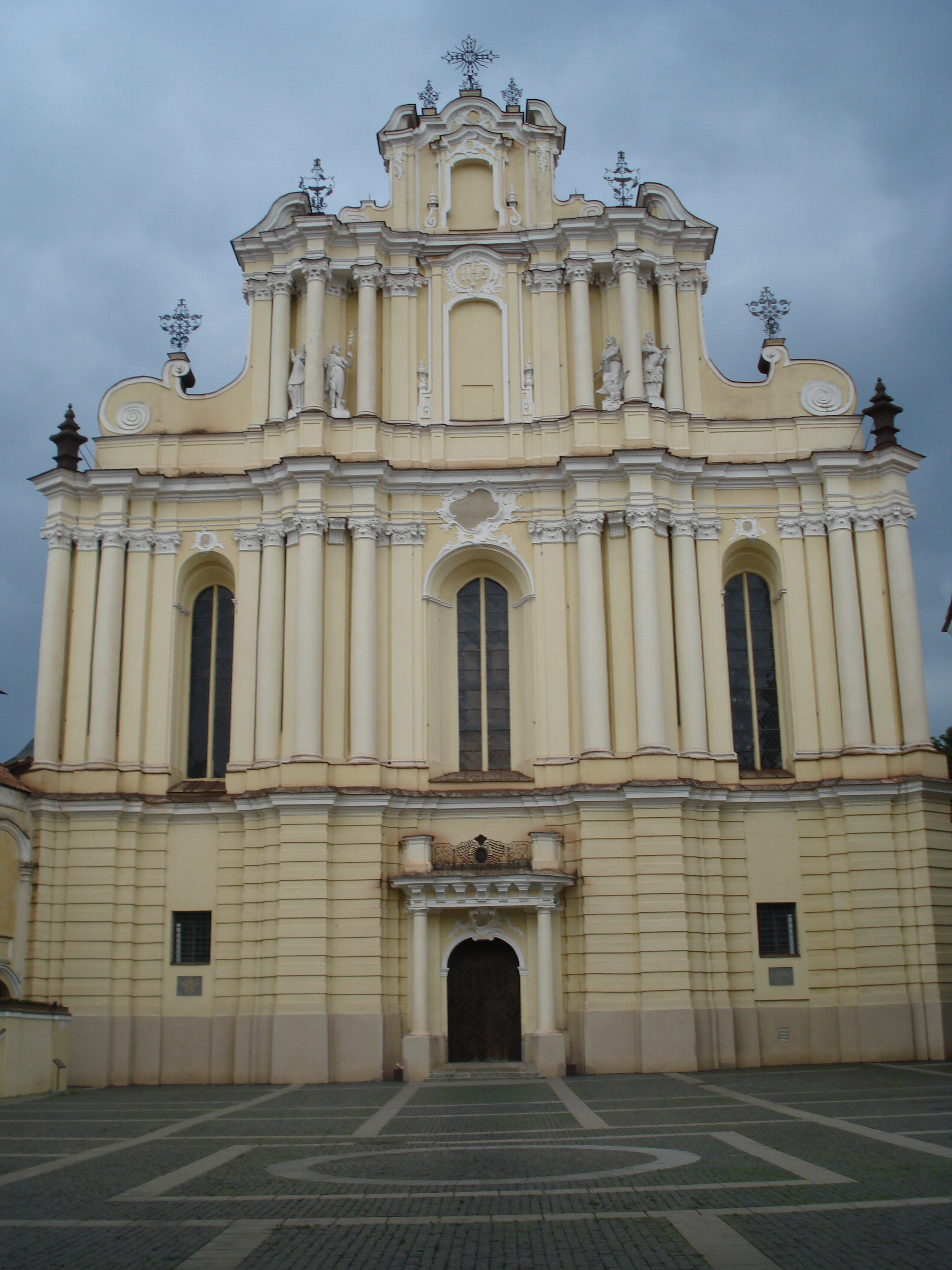
Façade de l'église Saint-Jean-Baptiste-et-Saint-Jean-l'Évangéliste de Vilnius

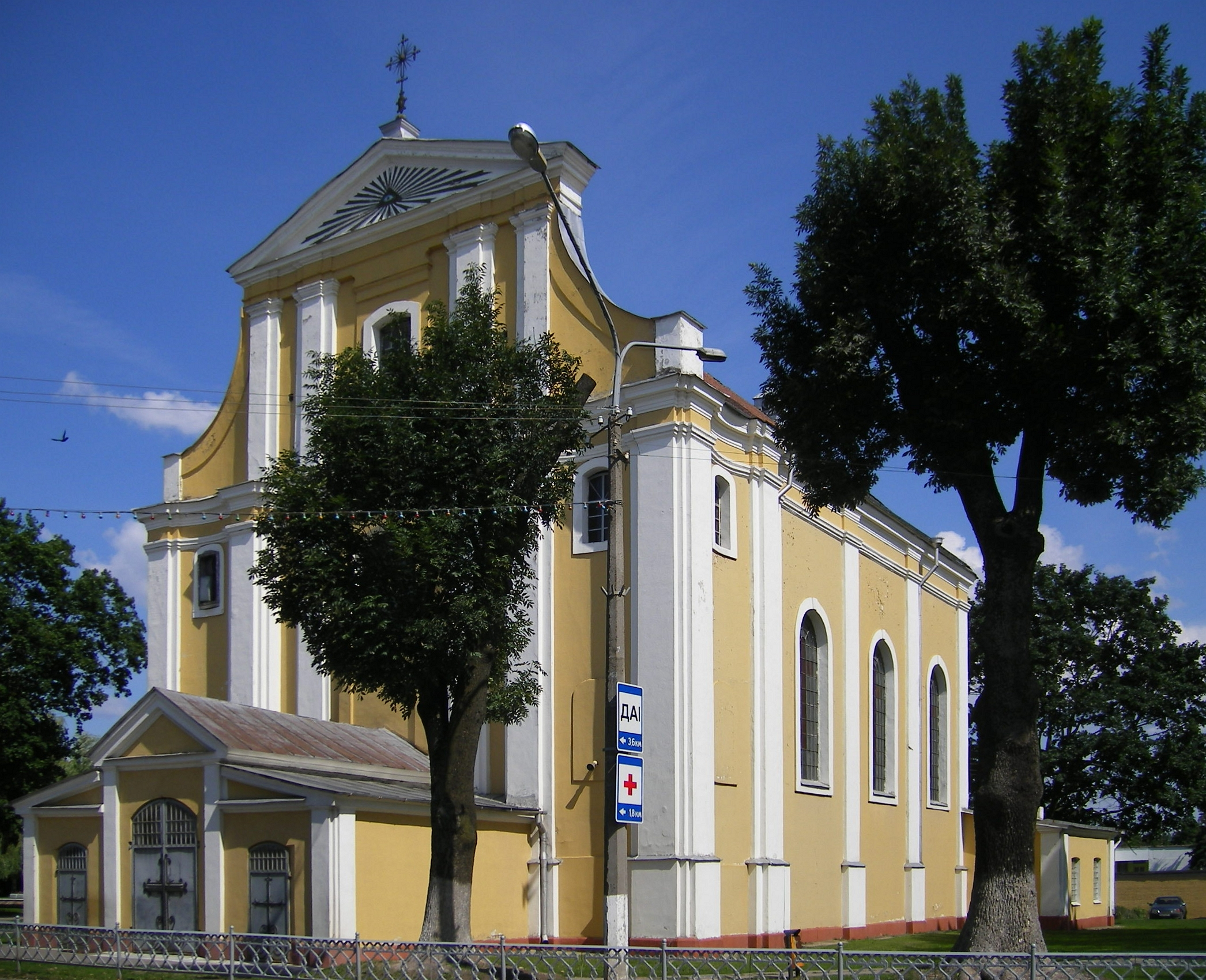
Église de l'Exaltation de la Sainte-Croix à Lida

- Église luthérienne de Vilnius (1739-1744)
- Façade et fronton de l'église Saint-Jean-Baptiste-et-Saint-Jean-l'Évangéliste de Vilnius (1738-1748)
- Partie et clochers de l'église Sainte-Catherine de Vilnius (1741-1746)
- Intérieur de l'église orthodoxe du Saint-Esprit de Vilnius (1749-1753)
- Restauration de l'hôtel de ville de Vilnius et construction d'une tour après l'incendie de 1749
- Chapelle du cimetière luthérien de Vilnius
- Clochers et façade de l'église de l'Ascension de Vilnius, dite église des Missionnaires (1750-1756)
- Portail baroque du monastère de la Sainte-Trinité de Vilnius et d'autres bâtiments (vers 1760)
- Plusieurs églises et hôtels particuliers de Biélorussie
- Plusieurs hôtels particuliers de Vilnius, dont la Maison Müller (1741-1742 et 1749) et la Maison Soltanowski (1739), le Palais Olizarov, etc.
- Cathédrale uniate de Polotsk, aujourd'hui salle de concert (1748-1765)
- Dessine le projet de l'église de l'Exaltation de la Sainte-Croix à Lida